# 他母親的伙伴
他母親的伙伴（His Mother's Mate），澳洲作家亨利·勞森作品，全文不到300字，是一部微型小說。故事中文为：

电灯光下，剧院门口的台阶上坐着一位妇女。她手里抱着一个孩子，身旁站着两个，膝盖上放着一叠报纸。紧挨着脚边的一个雪茄烟盒搁在人行道上，里面装满了火柴，靴带和骨领扣。

一位紳士從對面的“大理石酒吧間”走了出來，他在人行道上站立片刻，看了看錶，又看著對面的戲院。他穿過大街，走近人行道時，雙手插入口袋。

一名賣報紙的小男孩向這名遊客推銷他的報紙，“卖报，卖报，先生”，“有《新闻》，还有《星》。”

但遊客已經打算跟那名婦女買報紙，并朝她走去。

小孩機伶的告訴他說：“沒關係，先生！都一樣的——她是我的母親……謝謝。”